# Заречное (Архаринский район)
В Амурской области также есть села Заречное в Белогорском и Заречное в Зейском районах.
Заре́чное — село в Архаринском районе Амурской области, входит в Отважненский сельсовет.
Основано в 1928 г. 
Топонимика: название отражает положение села за рекой по отношению к ближайшему крупному населенному пункту – п. Облучье. Заречье – «местность за рекой».

## География
Село Заречное стоит вблизи левого берега реки Архара.
Рядом с селом Заречное проходит федеральная трасса «Амур».
Расстояние до районного центра Архара (на правом берегу Архары) — около 14 км.
От села Заречное вверх по левому берегу Архары идёт дорога к селу Могилёвка, вниз по левому берегу Архары — к административному центру Отважненского сельсовета селу Отважное.

## Население
| 2002 | 2010 | 2012 | 2013 | 2014 | 2015 | 2016 |
| ---- | ---- | ---- | ---- | ---- | ---- | ---- |
| 72   | ↘64  | ↘61  | ↘60  | ↗61  | ↘57  | ↘56  |
| 2017 | 2018 |      |      |      |      |      |
| ↘51  | ↘50  |      |      |      |      |      |

## Инфраструктура
Сельскохозяйственные предприятия Архаринского района.